# Cesare Montecucco
Cesare Montecucco (Trento, 1 de novembro de 1947) é um biólogo e patologista italiano. Dirige o Departamento de Pesquisa Biomédica da Universidade de Pádua e trabalha com doenças causadas por bactérias patogênicas. Recebeu o Prêmio Paul Ehrlich e Ludwig Darmstaedter de 2011.

## Formação
Cesare Montecucco estudou inicialmente química na Universidade de Pádua completando esta etapa em 1971 com um estudo na área de química orgânica. De 1971 a 1973 prestou serviço militar na Marinha Italiana e completou depois até 1975 – também em Pádua – um doutorado na área de biologia sobre a estrutura da ATP sintase mitocondrial. No pós-doutorado esteve de 1976 a 1977 na Universidade de Cambridge, seguindo-se depois visitas ao exterior em Paris no Instituto Pasteur, em Utrecht, no European Molecular Biology Laboratory (EMBL) em Heidelberg e na Universidade da Costa Rica. É desde 1978 professor de patologia e desde 2004 vice-diretor da Scuola Galileiana em Pádua.

## Reconhecimentos
Recebeu o Prêmio Antonio Feltrinelli de 2004 e em 2011 o Prêmio Paul Ehrlich e Ludwig Darmstaedter. É desde 1999 membro ordinário da Academia Europaea. Em 2004 foi eleito membro da Academia Leopoldina, e foi eleito em 2006 membro da Academia Nacional dos Linces.